# Igor Omrčen
Igor Omrčen (Spalato, 26 settembre 1980) è un ex pallavolista croato.
Giocava nel ruolo di opposto.

## Carriera
Iniziò la sua carriera in una delle maggiori realtà pallavolistiche della Croazia, prima di approdare nel 2000 in Italia, acquistato dal Piemonte Volley. Nella Noicom Alpitour Cuneo giocò come centrale, ruolo che aveva nei primi anni della sua carriera. Iniziò a ricoprire il ruolo di opposto nel campionato 2002-2003, durante la stagione in prestito alla Maxicono Parma. Questa non fu, però, la sua prima esperienza nel ruolo: essa veniva già ricoperta in Nazionale.
Nella stagione 2004-2005 venne richiamato a Cuneo per essere il centrale titolare. Nell'estate del 2007 si trasferì a Macerata, dove cambiò definitivamente il suo ruolo in opposto per sostituire il partente Ivan Miljković. Nelle Marche si consacrò come uno dei migliori interpreti del suo ruolo, contribuendo a vincere un campionato italiano, due coppe Italia, una supercoppa italiana e una Challenge Cup.
Dal 2007 è solito, durante la stagione estiva, accasarsi con la formula del prestito in Qatar, disputando con l'Al Arabi le fasi finali della Coppa del Principe e della Coppa dell'Emiro; entrambi i trofei sono finiti nel suo palmarès più volte, l'ultimo nel 2012.
Nella stagione 2012-13 si trasferisce in Giappone, giocando per i JT Thunders, squadra militante nel massimo campionato giapponese. Dopo due campionati, nella stagione 2014-15, passa al club rivale dei Toyoda Trefuerza, con cui vince la Coppa dell'Imperatore.

## Palmarès

### Club
- Campionato italiano: 1

2011-12
- Coppa Italia: 4

2001-02, 2005-06, 2007-08, 2008-09
- Coppa dell'Imperatore: 1

2015
- Coppa dell'Emiro: 1

2007, 2009, 2011, 2012
- Coppa del Principe del Qatar: 2

2007, 2009
- Supercoppa italiana: 2

2002, 2008
- Coppa CEV/Challenge Cup: 2

2001-02, 2010-11

### Nazionale (competizioni minori)
- European League 2006

### Premi individuali
- 2004 - European League: Miglior realizzatore
- 2006 - European League: Miglior realizzatore
- 2006 - European League: Miglior servizio
- 2010 - Serie A1: Miglior servizio[2]